# Diisopropyltryptamin
DiPT (Diisopropyltryptamin, N,N-Diisopropyltryptamin) ist eine Forschungschemikalie mit halluzinogener und psychedelischer Wirkung, die strukturell zur Gruppe der Tryptamine zählt. DiPT wurde erstmals 1975 von Alexander Shulgin synthetisiert und in seinem Buch TiHKAL beschrieben. Im Gegensatz zu den meisten klassischen Halluzinogenen wirkt DiPT nicht auf die Optik, sondern primär auf die auditive Wahrnehmung.

## Chemie
DiPT enthält zwei Isopropylgruppen, die an das terminale Amin RN seines Tryptamin-Grundkörpers gebunden sind. Isopropylgruppen bestehen aus einer drei Kohlenstoffatome langen Kette, die am mittleren Kohlenstoffatom an die chemische Struktur gebunden ist. DiPT hat diverse substituierte Analoge wie 5-MeO-DiPT oder 4-HO-DiPT.
DiPT ist analog zu DMT, wobei an RN statt der zwei Methylgruppen, die in DMT vorkommen, zwei Isopropylgruppen gebunden sind.

## Wirkung
Die Wirkung von DiPT betrifft primär die auditive Wahrnehmung. Shulgin beschreibt die Wirkung als eine Verstimmung und Verzerrung der Töne.

## Rechtslage
Als Abkömmling der Tryptamine unterliegt DiPT in Deutschland seit dem 18. Juli 2019 dem Neue-psychoaktive-Stoffe-Gesetz. Bis auf die im Gesetz definierten Ausnahmen sind Handel, Inverkehrbringen, Herstellung, die Verabreichung sowie das Verbringen von DiPT grundsätzlich strafbar.